# Перший з'їзд монархів у Вишеграді
Перший з'їзд монархів у Вишеграді — спільна нарада угорського короля Карла І Роберта, чеського короля Яна I Сліпого (Люксембурзького) та польського короля Казимира ІІІ, що відбулась наприкінці жовтня — на початку листопада 1335 року в угорському місті Вишеград.
Головним наслідком наради було утворення антигабсбургської коаліції та відмові Яна Люксембурзького від прав на польську корону в обмін на визнання його суверенітету над Сілезією з додаковою виплатою 20 000 празьких грошей.

## Перебіг події
Після того, як у 1300 році короля Чехії Вацлава II коронували королем Польщі, у представників попередньої правлячої династії П'ястів виникли труднощі з легітимізації королівського титулу, на який тепер претендували наступники Вацлава. У розв'язанні цієї суперечки посередником виступив угорський король Карл І. Після попередньої розробки угоди, відомої як Тренчинський договір, відбулась особиста зустріч трьох королів, які ствердили угоду про відмову чеського короля від претензій на Польщу в обмін на визнання його суверенітету над Сілезією. Додатково чеський король отримував значну грошову компенсацію.
Після завершення наради та укладення угоди, польський король разом із королем Чехії прибули 6 грудня 1335 року до Праги, де Казимиру було «виявлено багато почестей».

## Наслідки
- Сілезія залишалася під пануванням чеської корони до 1742 року, поки не відійшла до королівству Пруссії, а до складу Польщі більша частина сілезьких земель повернулася тільки після Другої світової війни (невелика частина Сілезії нині належить Чехії).
- 6 грудня 1335 після підписання угоди польський король Казимир III і король Чехії Ян I прибули до Праги, де польському монарху було надано багато почестей (за літописом).
- У 1339 рік у відбувся другий Вишеградський з'їзд, на якому обирався король Польщі.